# Нур ад-Дин Зенги
Нур ад-Дин Махмуд Зенги (на арабски: نور الدين محمود زنكي‎) е селджукски атабег на Алепо от 1146 г. и емир на Дамаск от 1154 г. от династията Зенги:с. 162. Управлява сирийската част на Велики Селджук между 1146 и 1174 г.

## Биография
Нур ад-Дин Махмуд е вторият син на Имад ад-Дин Зенги. След смъртта на баща им през 1146 г. Нур ад-Дин и брат му Саиф ад-Дин разделят бащините си владения на две, като Нур ад-Дин управлява Алепо, а брат му – Мосул. Почти веднага Нур ад-Дин напада Княжество Антиохия и завзема няколко кръстоносни крепости в Северна Сирия. Същата година отбива опита на кръстоносците начело с Жослен II да си възвърнат Графство Едеса, като при това жестоко репресира арменското население и за назидание разрушава крепостните стени на града. В битката при Инаб през юни 1149 г. побеждава Раймон дьо Поатие, но не успява да превземе Антиохия. Продължава да укрепва властта си и да разширява територията на държавата си. Мечтата му е да обедини всички мюсюлмански сили между Ефрат и Нил, за да се противопостави на кръстоносците. Първата стъпка е обединението на Алепо и Мосул, а през 1147 г. Нур ад-Дин се споразумява временно и с владетеля на Дамаск Муин ад-Дин Унур. През 1154 г. Дамаск е анексиран към Зенгидите и така цяла Сирия е във властта на Нур ад-Дин.
През 1150 г. Нур ад-Дин сключва съюз със селджукския султан на Рум Масуд и дори взема дъщеря му за жена. През 1154 г. поставя под свой контрол градовете Хомс и Хама. След това побеждава окончателно Жослен II, който бива ослепен и умира в тъмница в Алепо през 1159 г.
През 1162 г. Нур ад-Дин тръгва към Египет, като начело на армията е чичо му Ширхук. Походът продължава до 1169 г. Третото действащо лице в кампанията е египетският везир Шауер. Той е на власт в Кайро от 1162 г. Нур ад-Дин извлича полза от противопоставянето на Ширхук срещу Шауер и западноевропейските му съюзници. Успява да победи Антиохийското княжество и да плени владетеля му Боемунд III през 1164 г. През 1167 г. Ширхук печели решителна победа до селището Ел Бабейн и превзема Александрия.
През 1169 г. един след друг умират Ширхук и Шауер. Нур ад-Дин става пълновластен господар на обширни територии. Същата година побеждава обединените сили на кръстоносците и византийците (император на Източната Римска империя е Мануил Комнин). През 1171 г. Нур ад-Дин отхвърля суверенитета на селджукския султан и получава от халифа грамота за влизане във владение на Алепо, Мосул, Дамаск и Египет, която на практика легитимира суверенитета на Зенгидите.:с. 209 Едно събитие от същата година променя изцяло хода на събитията в региона – падането на шиитския Фатимидски халифат. В Египет остава да управлява Юсуф, племенник на Ширхук. През 1173 г. Нур ад-Дин събира войска отново и пресича река Йордан. Започва подготовка за превземане на Египет. Предстои сблъсък между Юсуф и Нур ад-Дин, но неочаквано Нур ад-Дин се разболява тежко. Не успяват да го спасят и през 1174 г. умира.
Наследник на земите на Нур ад-Дин е Юсуф, по-известен като Саладин. Той обира плодовете от труда и победите на Нур ад-Дин. С победата си при Хатин и великодушното отношение, като разрешава на християните да ходят на поклонение на Божи гроб в Йерусалим, става известен в историята.